# Закавказье
Закавка́зье, или Южный Кавказ (азерб. Cənubi Qafqaz, арм. Հարավային Կովկաս, груз. სამხრეთი კავკასია), — геополитический регион, расположенный на границе Восточной Европы и Передней Азии, лежащий к югу от Главного, или Водораздельного хребта Большого Кавказа.
К Закавказью относятся большая часть южного склона Большого Кавказа, Колхидская низменность и Куринская впадина, Малый Кавказ, северо-восточная часть Армянского нагорья, Талышские горы с Ленкоранской низменностью. В пределах Закавказья расположены государства: Азербайджан, Армения и Грузия. В этом же регионе находятся частично признанные Республика Абхазия и Южная Осетия, независимость которых признана Россией и ещё четырьмя государствами. Закавказье граничит на севере с Российской Федерацией, на юге — с Турцией и Ираном, на западе омывается водами Чёрного моря, на востоке — Каспийского. Площадь Закавказья составляет 190 тысяч км².

## Название
Формирование топонимов с приставкой «за» получило широкое распространение в русском языке и, как правило, отражает территорию от известного географического объекта в уже освоенном ареале (например, Заволжье, Зауралье, Забайкалье при движении с запада на восток, или Закавказье — с севера на юг, Закарпатье — с востока на запад). Такой подход подразумевает вектор движения из центральной России, и с географической точки зрения не является нейтральным т.к под Закавказьем, также можно понимать территорию Северного Кавказа при геополитическом движении с юга на север. В 1918 году на обломках Российской империи образовалась Закавказская демократическая федеративная республика, которая располагалась на территории пяти губерний — Тифлисской, Кутаисской, Эриванской, Бакинской, Елизаветпольской; двух областей — Батумской, Карсской; и двух округов — Сухумского, Закатальского. В 1922 году появилась Закавказская Социалистическая Федеративная Советская Республика, охватывающая территории Грузии, Армении и Азербайджана. В 1935 году на этих территориях был образован Закавказский военный округ СССР.
В свою очередь понятие «Южный Кавказ», как синоним «Закавказья», стало широко применяться после распада Советского Союза, хотя первые попытки употребления этого термина относятся к периоду начала Первой мировой войны и распада Российской империи.

## Границы
Традиционно северной границей Закавказья считался Большой Кавказский хребет, а южной границей считалась государственная граница СССР между Чёрным и Каспийским морем (Закавказский пограничный округ). Современная южная граница на турецком отрезке определена Московским и Карсским договорами 1921 года. Поскольку государственная граница условна (Карсская область то входила в Закавказье, то выходила из него), то существуют попытки противопоставить Закавказью на юге Армянское нагорье, от которого оно отделено Колхидской и Ленкоранской низменностью, однако такой подход исключает Армению из Кавказа в целом и Закавказья в частности.

## Исторический очерк

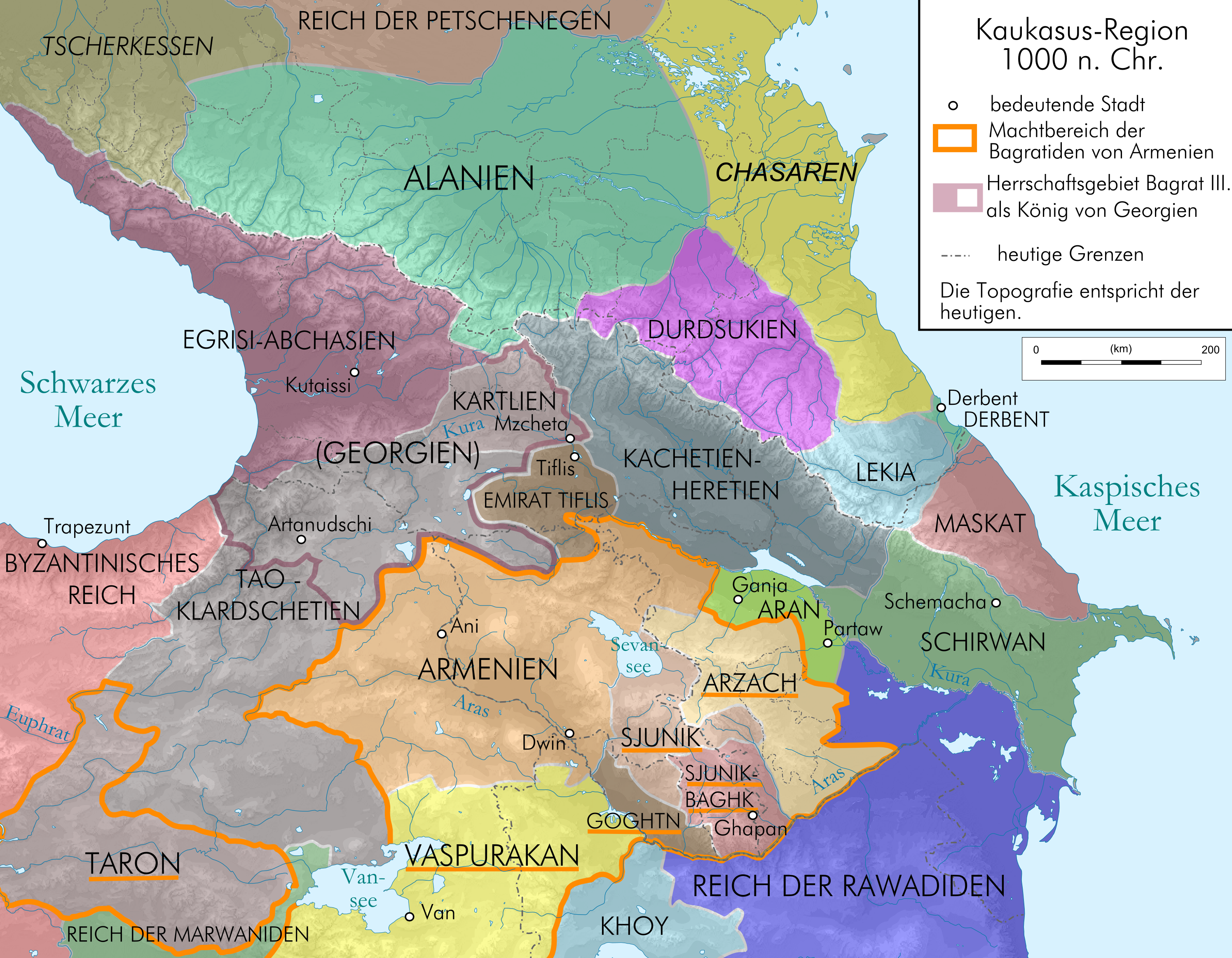
Закавказье в 1000 году

Карта Кавказских земель, изданная Семёном Броневским в 1823 году

Закавказье — регион, с глубокой древности представлявший связующее звено между странами Востока и Запада и находившийся на перекрёстке торговых путей между Ближним Востоком и Европой, миграционных волн, армий завоевателей, стремившихся овладеть древними и средневековыми государствами Кавказа. Широки были торговые и культурные связи этих государств между собой и с сопредельными странами Европы и Востока — Древней Грецией, Византией, Римом, Ираном, Индией, Китаем и др.
Здесь в IX—VI веках до н. э. находились одни из древнейших государств мира — Колхида и Урарту. Во второй половине I тысячелетия до н. э. — Великая Армения, Кавказская Албания и Иберия. От древних цивилизаций остались шедевры архитектуры, выдающиеся литературные памятники.
В Раннем Средневековье местное население состояло из трёх основных этно-лингвистических групп: армян, грузин (картвелов) и албан. Армяне преимущественно проживали в южных и западных районах. Грузины (картвелы) на севере и западе. Албаны между Каспийским морем и нижней долиной Куры. К VII веку они были уже сильно арменизированы и в течение последующих четырёх столетий были поглощены соседними народами (христианскими и мусульманскими). Кроме этих основных этнических групп здесь были очаги арабского и греческого населения, а также переселенцев из севера Кавказа. Иранские народы заселяли в основном юго-восточные области Закавказья, исторический Азербайджан лежащий к югу от реки Аракс, и, по всей видимости, в основном это были курды.
Наличие плодородных земель, водных ресурсов и мягкого климата способствовало созданию развитого сельского хозяйства — орошаемого земледелия, пастбищного животноводства. Торговля приводила к развитию ремёсел, строительству городов, развитию транспорта.
С другой стороны, богатые земли постоянно привлекали внимание сильных и воинственных соседей — вначале это была Римская империя, затем — Византия, Парфия, Сасанидская империя, арабы. В XIII—XV веках — монголы, Тамерлан. Затем Закавказье стало объектом соперничества между Сефевидской империей и Османской империей. Средневековье было временем бесконечных войн, феодальных распрей и опустошительных походов различных завоевателей.
После распада Сефевидского Ирана, в середине XVIII века, на территории Закавказья образовываются ханства, в основном во главе с азербайджанскими тюркоязычными династиями.

## Закавказье в составе Российской империи и СССР

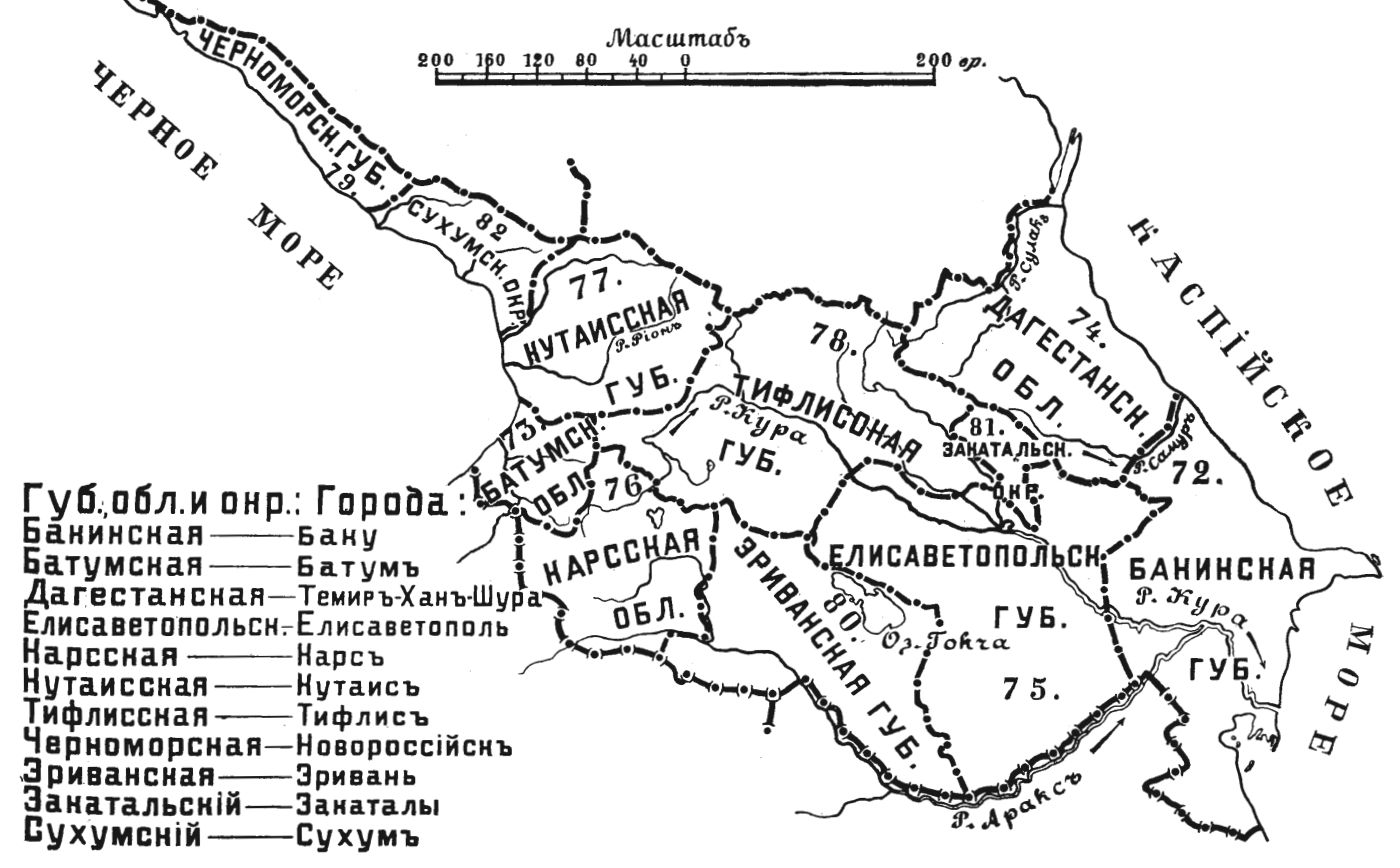
Российское Закавказье в 1913 году

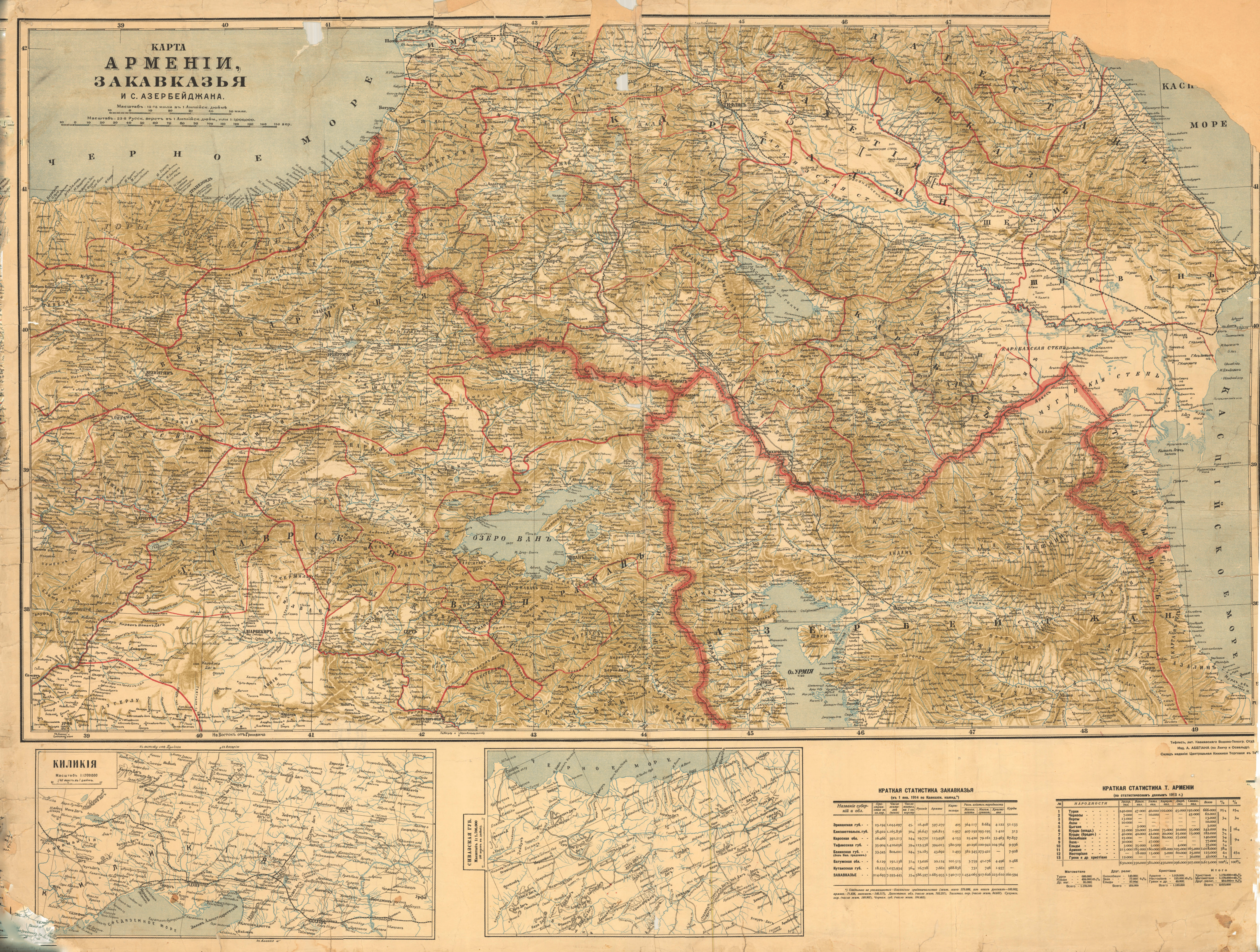
Карта Армении, Закавказья и С. Азербейджана. Лит. Кавказскаго Военно-Топогр. Отдѣ., Тифлис, 1915 год

В начале XIX века в результате серии русско-турецких и русско-персидских войн Закавказье вошло в состав Российской империи. Дальнейшее историческое развитие региона в XIX — XX веках связано с Россией, а затем — СССР. В XIX веке, построены первые железные дороги в регионе, начинается разработка бакинских нефтяных месторождений. После революции 1917 года на  территории Закавказья возникло независимое государство - Закавказская Демократическая Федеративная Республика, распавшаяся в 1918 году на три отдельные республики: Первую Республику Армения, Азербайджанскую Демократическую Республику и Грузинскую Демократическую Республику. После Гражданской войны в 1920—21 годах эти республики были советизированы и в 1922 году преобразованы советскими властями в Закавказскую СФСР в составе СССР. Советский период истории Закавказья ознаменовался значительным подъёмом промышленности в регионе, укреплением хозяйственных связей внутри СССР, выравниванием уровня социально-экономического развития закавказских республик, повышением образовательного уровня населения, созданием многочисленной национальной интеллигенции.
На общесоюзном уровне использовались те экономические преимущества, которыми располагает Закавказье — высокий гидроэнергетический потенциал, наличие месторождений железной и полиметаллических руд, нефти, возможности для развития курортно-санаторного хозяйства, плодоводства и виноградарства, виноделия, чаеводства, пастбищного животноводства.

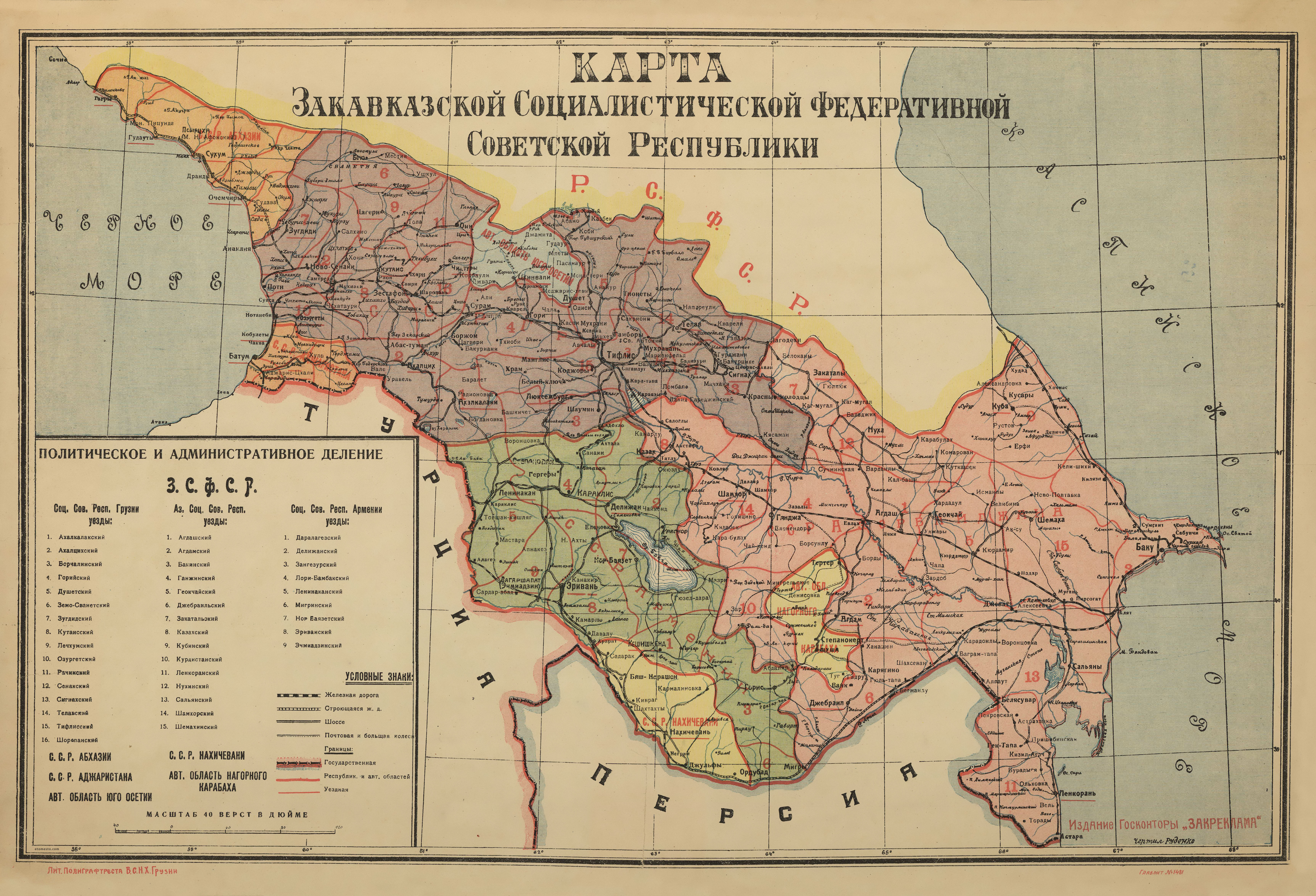
Закавказье в 1929 году.

В то же время, уровень развития производительных сил оставался недостаточным для полного использования людских ресурсов, особенно в сельской местности, что приводило к оттоку населения в города и за пределы Закавказья. Значительную долю местной экономики составляла экономика теневая, что приводило к крайне высокому уровню коррупции местной советской, партийной и хозяйственной номенклатуры, правоохранительных и судебных органов. Культивировалась система кланов, распределявших между собой посты в советской и хозяйственной иерархии; существовало значительное имущественное расслоение среди населения.
События конца 1980-х — начала 1990-х годов также продемонстрировали провал национальной политики КПСС, направленной на нивелирование уровня социально-экономического развития советских наций и формирование новой общности — советского народа. Либерализация политической жизни и развитие гласности привели к резкому подъёму национализма, к которому руководство республик оказалось не готовым. Началась цепная реакция: возникновение националистических организаций и партий, Народных фронтов — выдвижение политических требований, включая требования независимости — попытки умиротворения, аресты, судебные процессы над националистическими лидерами — демонстрации протеста — применение вооружённого насилия со стороны властей для разгона демонстраций (Тбилиси) — ввод войск с целью остановить беспорядки в (Баку) — предъявление требований на осуществление декларируемого в конституциях права на самоопределение — многотысячные потоки беженцев и перемещённых лиц (Армения — НКАО — Азербайджан) — национальные погромы, грабежи, убийства (Сумгаит, Баку, Гугарк, Нагорный Карабах) — применение вооружённых сил для подавления погромов — многочисленные жертвы среди мирного населения — ликвидация национальных автономий (Абхазия, Южная Осетия, НКАО) — предъявление местными парламентами претензий к центральному руководству и обвинений в бездействии или поддержке одной из сторон в конфликте — принятие решений о выходе из состава СССР.

## Демография

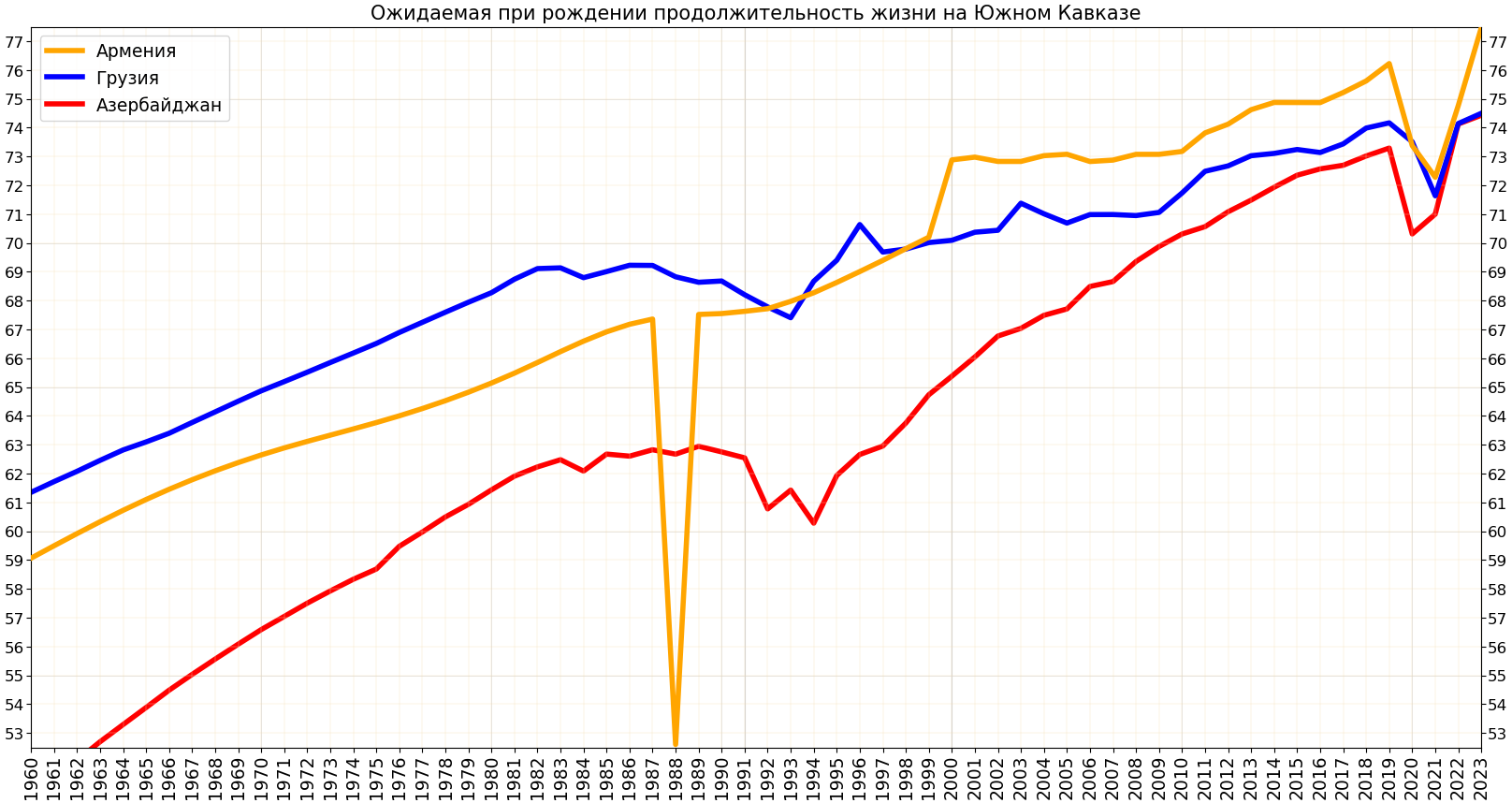
Изменение ожидаемой продолжительности жизни в странах Закавказья
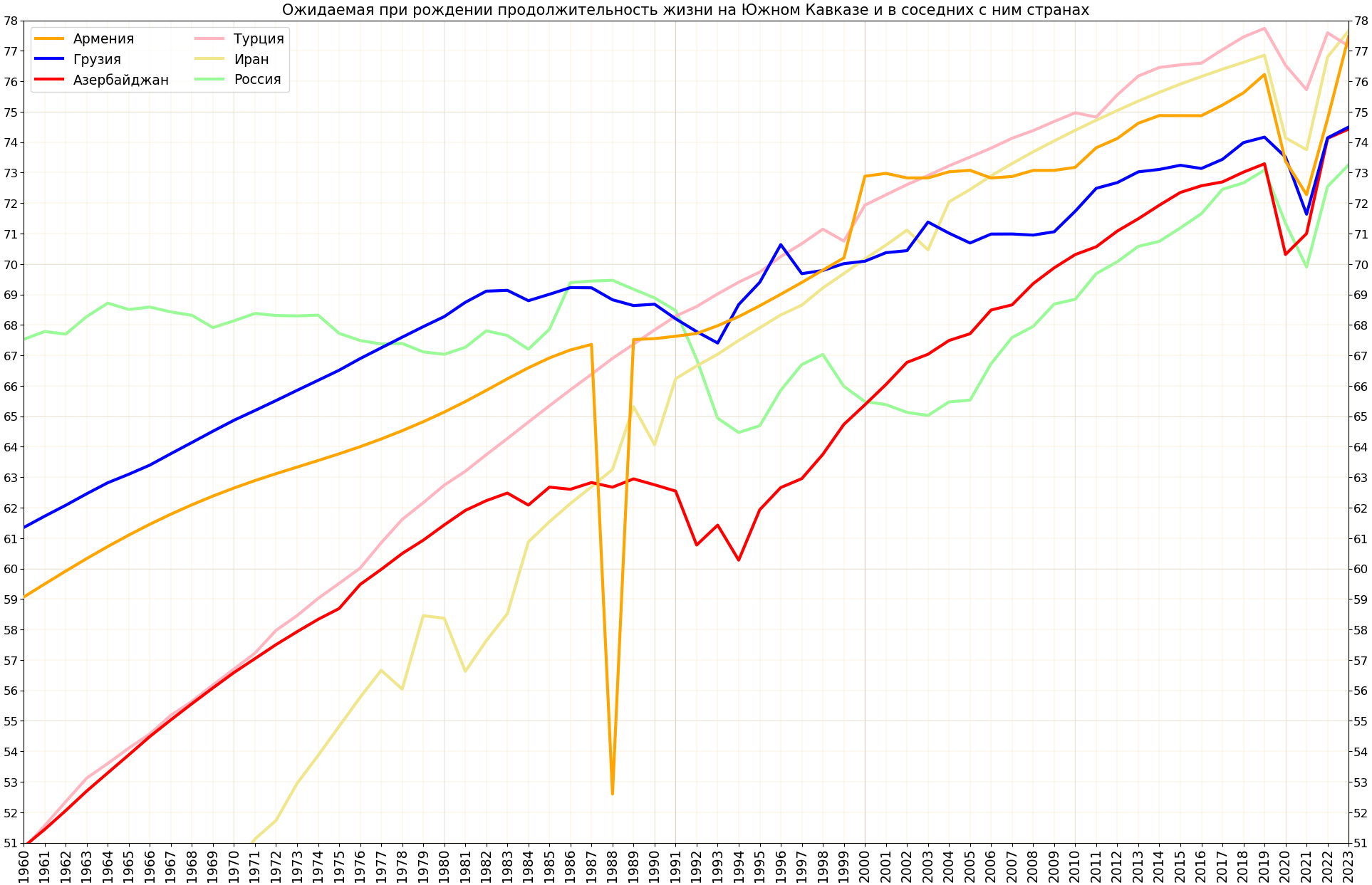
Изменение ожидаемой продолжительности жизни в странах Закавказья и соседних государствах

## Закавказье после распада СССР
События в Закавказье сыграли немаловажную роль в развале Советского Союза. К этому моменту власть в закавказских республиках уже находилась в руках радикальных националистических лидеров, а с обретением независимости они получили доступ и к запасам оружия на складах и военных базах Закавказского военного округа. Части советских вооружённых сил, дислоцированные здесь, в основном состояли из местного населения. Для управления сложной боевой техникой (авиация, ПВО, танки) срочно набирались наёмники, в том числе из России и Украины. Всё было готово для региональных конфликтов. 1992—1993 годы были ознаменованы кровопролитными конфликтами между Азербайджаном и Арменией за Нагорный Карабах, Грузией и Абхазией, Грузией и Южной Осетией.

### Азербайджан
Построен основной экспортный трубопровод Баку — Тбилиси — Джейхан, который обеспечивает Азербайджану альтернативный выход на мировые рынки сбыта углеводородов. Национальная армия Азербайджана является самой многочисленной армией на Южном Кавказе. Также экономика Азербайджана занимает 76-е место в мире по объёму ВВП (по состоянию на 2010 год).

### Армения
Армения первое время независимости испытывала трудности в связи с землетрясением 1988 года, которое унесло 25 000 жизней, оставило без крова около 500 000 жителей севера Армении и разрушившего всю инфраструктуру региона, также из-за войны в Нагорном Карабахе, а также блокадой границ со стороны соседних Азербайджана и Турции.

### Грузия
Грузии приходится решать целый клубок взаимосвязанных проблем — проблемы с экономикой, курортное черноморское побережье Абхазии недоступно из-за провозглашения независимости Абхазии, во внутренней Грузии социальную напряжённость усиливает присутствие нескольких сот тысяч беженцев из Абхазии и Южной Осетии, которые, как утверждается, спасаются от этнической чистки. Грузинское руководство обвиняет Россию в том, что она поддерживает сепаратистские устремления новых государственных образований на её территории. В августе 2008 года прошла война в Грузии, в которой Россия выступила на стороне самопровозглашённых Абхазии и Южной Осетии, и после победы, признав их независимость. Этот шаг был осуждён международным сообществом. Независимость Абхазии и Южной Осетии признали также Никарагуа, Науру, Венесуэла и Сирийская Арабская Республика.

### Россия
31 марта 2022 года глава частично признанной Южной Осетии Анатолий Бибилов заявил, что после выборов в ближайшее время республика проведёт референдум по вступлению в состав Российской Федерации, вследствие чего у России может появиться территория в Закавказье. Представитель Министерства иностранных дел Российской Федерации в мае 2022 года заявил, что Российская Федерация при принятии решения о возможном принятии Южной Осетии в состав Российской Федерации в качестве самостоятельного субъекта или объединённой Осетии будет руководствоваться результатами референдума в Южной Осетии, отражающего волеизъявление её народа, а также геополитической ситуацией, своевременностью и целесообразностью подобного решения. После выборов президента Южной Осетии Алан Гаглоев, новый глава республики, 30 мая 2022 года приостановил указ прежнего руководителя о референдуме до завершения консультаций с Москвой.

## Российские военные объекты в Закавказье
- Армения
  - 102-я российская военная база в Гюмри
- Грузия
  - 7-я российская военная база (Абхазия)
  - 4-я российская военная база (Южная Осетия)